# Kaplica grobowa Orzeszków w Zakozielu
Kaplica grobowa Orzeszków w Zakozielu – zabytkowa neogotycka kaplica w Zakozielu (Zakozielach), obecnie w rejonie drohiczyńskim obwodu brzeskiego Republiki Białorusi. Wzniesiona w 2. ćw. XIX w. przez rodzinę Orzeszków w ich majątku, pełniła rolę prywatnej kaplicy i zarazem kaplicy grobowej. 

## Historia
Zakoziel należał do Orzeszków herbu Korab od 2. połowy XVIII w., kiedy to przedstawiciele tej rodziny sięgnęli po wysokie urzędy ziemskie w pow. pińskim. W 1814 r. stanowił ośrodek sporego majątku, którego dziedzicznym sukcesorem był Józef Orzeszko, marszałkowicz piński, podstarosta sądów pow. kobryńskiego. Józefowi i jego małżonce, Elżbiecie z Ordów, należy przypisać inicjatywę wzniesienia tu klasycystycznego dworu, w miejscu starszego skromniejszego, który stał się siedzibą tej gałęzi rodziny. Dwór (zniszczony w 1944 r.) został wpisany w regularną, osiową kompozycję ogrodową, po 1826 r. rozbudowywane przez kolejnych właścicieli –  Nikodema (1790-1843), płka wojsk polskich, żonatego z Ferdynandą Chrzanowską. Za ich czasów zakozielskie założenie zostało powiększone od południowego zachodu o fragment swobodnie zakomponowany jako park angielski. Autorem tej kompozycji był zapewne architekt Franciszek Jaszczołd.
Neogotycka kaplica została wzniesiona w r. 1838 lub 1839 z inicjatywy Nikodema i Ferdynandy Orzeszków, którzy rozbudowali i unowocześnili będące ich siedzibą dobra. Stanęła na obrzeżu parku, najpewniej również zaprojektowana przez Jaszczołda. W 1844 r. została wymieniona w składzie parafii p.w. Najświętszej Panny Marii w Braszewiczach (dekanat kobryński diecezji wileńskiej). Miała status prywatnej kaplicy dworskiej, opatrzonej indultem biskupim. W zamierzeniu fundatorów świątynia miała się stać kaplicą grobową rodziny. Do 1866 r. spoczęli w niej Józef Orzeszko (zm. 1826), jego syn Nikodem (zm. 1843), budowniczy kaplicy, córka Nikodema Teofila Buchowiecka oraz Jan Chrzanowski, ojciec Ferdynandy Orzeszkowej. Ze względu na brak w okolicy świątyni rzymskokatolickiej kaplicę podczas nabożeństw udostępniano również lokalnej, nielicznej tu ludności wyznania łacińskiego. Obok, po północnej stronie kaplicy, powstał niewielki cmentarz.
Wedle legendy powtarzanej w wielu publikacjach, latem 1863 r. Eliza Orzeszkowa, bratowa ówczesnego właściciela Zakoziela, Kaliksta Piotra Orzeszki, w kaplicy ukrywała Romualda Traugutta, naczelnika wojennego pow. kobryńskiego.
Po upadku powstania styczniowego kaplica podzieliła los majątku, który uległ konfiskacie za udział w insurekcji Kaliksta Piotra Orzeszki. W 1866 r. władze gubernialne nakazały ją zamknąć, skasowana została także parafia Braszewicze. Gubernator grodzieński polecił przerobić kaplicę na filię prawosławnej cerkwi w Wołowlu. Przekazanie świątyni jednak się opóźniało, zapewne na skutek monitów Ferdynandy z Chrzanowskich Orzeszkowej, która walczyła o jej zwrot. W maju 1867 powiadomiono ją, że kaplicy nie można przywrócić do kultu,  zezwolono natomiast na przekazanie dawnym właścicielom budowli i wyposażenia pod warunkiem użytkowania wyłącznie jako rodzinnej kaplicy grobowej oraz usunięcia ołtarza i wieżyczki na sygnaturkę. Odtąd status kaplicy nie jest w pełni jasny. Ostatecznie, nie została przekształcona w cerkiew, choć w 1868 r. została przekazana w gestie proboszczowi prawosławnej świątyni w Wołowlu. W 1895 r. była wzmiankowana jako była kaplica nieistniejącej parafii Braszewicze, natomiast w schematyzmach diecezji wileńskiej z lat 1904 do 1920 – jako kaplica kościoła parafii w Janowie, jednej z dwóch czynnych świątyń rzymskokatolickich w dekanacie kobryńskim. W II Rzeczypospolitej została szerzej udostępniona, służąc osadnikom wojskowym i kolonistom. Początkowo została przyporządkowana parafii p.w. Trójcy Przenajświętszej i św. Józefata w Torokaniach, a następnie – nowo powołanej (1922) parafii p.w. Matki Boskiej Bolesnej w Popinie.
W 1915 r. kaplica utraciła pokrycie dachu, z którego wojsko niemieckie zdarło miedzianą blachę. Po 1920 r. nowy właściciel Zakoziela Karol Tołłoczko planował przeprowadzenie własnym sumptem prac remontowych. Równocześnie kaplica została uznana za obiekt zabytkowy, w związku z tym władze zarządziły wstrzymanie robót do momentu przedstawienia planów zatwierdzonych przez konserwatora woj. poleskiego. Zakres ostatecznie przeprowadzonych prac nie jest znany. Najpewniej zrekonstruowano iglicę wieńczącą dach, natomiast nie dokonano pełnego remontu wnętrza.
Kaplica działała zapewne do 1944 lub 1945 r. Po jej zamknięciu do katedry w Pińsku przeniesiono część wyposażenia, w tym rzekomo rzeźby z wieżyczek elewacji oraz pozytyw organowy. Nieużytkowana, stopniowo niszczała, w ostatnich dwóch dekadach popadając w ruinę. Została całkowicie pozbawiona wyposażenia, częściowo zawalił się dach, poważnym zniszczeniom uległa dekoracja sztukatorska, znikły rzeźby apostołów w kapliczkowych niszach wieżyczek. Zdewastowana została krypta z pochówkami członków rodziny Orzeszków.
W 2008 r. lokalne władze podjęły decyzję o podjęciu prac remontowych. Przy udziale uczniów szkoły średniej w Wołowlu uporządkowano podziemia i wnętrze kaplicy. Równocześnie, pod nadzorem pracowników firmy „Brześćrestawracjaprojekt” przeprowadzono badania archeologiczne w krypcie. Odnalezione ludzkie kości przewieziono do Brześcia, by poddać je analizie antropologicznej, a następnie zorganizowano ponowny pogrzeb szczątków członków rodu Orzeszków, które złożono na cmentarzyku w pobliżu kaplicy.
Kompleksową restaurację kaplicy rozpoczęto w październiku 2019. W 2020 r. z funduszy Ministerstwa Kultury i Dziedzictwa Narodowego (program „Ochrona dziedzictwa kulturowego za granicą”) i przy udziale Fundacji „Pomoc Polakom na Wschodzie” przygotowane zostały opracowania techniczne oraz program prac konserwatorskich i zabezpieczenia obiektu. Zabezpieczona została więźba, a dach uzyskał nowe pokrycie.

## Architektura i wystrój kaplicy
Murowana kaplica została zbudowana w stylu gotyku angielskiego. Usytuowana jest na skraju parku krajobrazowego w pd.-zach. części wsi, niemal na osi drogi prowadzącej w kierunku Wołowla, na niewielkim, sztucznie usypanym pagórku. Po jej stronie pn. znajduje się cmentarzyk, z nagrobkiem Jana Szlachetki (1856-1933) oraz współczesnym (2008) grobem ze szczątkami Orzeszków, przeniesionymi z krypty kaplicy.
Kaplica ma plan kwadratu i bliźniacze jednokondygnacyjne elewacje, na osiach z wysokimi ślepymi  wimpergami o ostrym łuku, w których wybito okna oraz wejście w elewacji frontowej. Wszystkie zwieńczone są wysokimi trójkątnymi parawanowymi szczytami, z trzema ostrołukowymi oknami ujętymi parą podobnie zamkniętych nisz. O lekkości i strzelistości kaplicy decydują wysokie trójkątne szczyty wieńczące elewacje oraz silnie rozczłonkowane naroża. Ujmujące je wysokie wieżyczki zostały u dołu opięte piętrowymi szkarpami, a w zwieńczeniu przedłużone smukłymi pinaklami. Łamany dach wieńczyła wysoka wieżyczka na sygnaturkę, zwieńczona iglicą. Do kaplicy prowadziły pierwotnie marmurowe schody. Wnętrze  kaplicy ma plan kwadratu o ściętych narożach. Wieńczyło ją sklepienie kryształowe. W podziemiu znajduje się duża, sklepiona krypta. pomiędzy którymi wstawiono kapliczkowe nisze z rzeźbami. Dach pośrodku wieńczyła wysoka iglica.
Budowla, zarówno na zewnątrz, jak i wewnątrz, posiadała bogaty detal sztukatorski i żeliwny, częściowo zachowany. Na elewacjach znalazły się sztukatorskie listwy wygięte w wić, rozety i arkadki fryzu w szczytach, a w środku misterne sklepienie, wypełnione siecią cienkich żeber i maswerku oraz bogate obramienia okienne. Uzupełniły je plastyczne liściaste konsole, fleurony i wydatny zwis zdobiący zwornik sklepienny.  Natomiast w żeliwie zostały odlane maswerki wprawione w okna (niegdyś zaopatrzone w witraże), krzyże wieńczące szczyty, nisze kapliczkowe w wieżyczkach, w których pierwotnie stały naturalnej wielkości figury ewangelistów oraz duże medaliony ozdobione herbami właścicieli-fundatorów (Korab – Orzeszków i Nowina – Chrzanowskich), wyróżniające elewację fasadową. Żeliwny był również ołtarz główny i chór. Natomiast sztukatorskie listwy układające się w motyw rozet zdobiły szczyty elewacji. We wnętrzu sklepienie wypełniała gęsta sieć z cienkich i nieco grubszych żeber tworzących romby i ślepy maswerk, zworniki sklepienne udekorowano liściastymi rozetami, a pośrodku zawieszony był fleuron z szyszką.

## Wartości artystyczne budowli
Kaplica została ulokowana na obrzeżu swobodnie rozplanowanego, sporego parku dołączonego do dawnego barokowego założenia dworskiego, stając się węzłowym punktem jego kompozycji. Usytuowana na niewielkim, sztucznie usypanym pagórku, górującym nad malowniczo rozlaną sadzawką stanowiącą trzon parku, była równocześnie świetnie widoczna z drogi publicznej i dostępna z niej bramką w niskim ogrodzeniu otaczającym park. Wyeksponowana na tle parkowej zieleni zgrabna centralna, strzelista budowla uzyskała formy gotyku angielskiego. O harmonijnym i zarazem bogatym wrażeniu świadczył bujny detal ornamentalny, wykonany w stiuku oraz w charakterystycznym, nowoczesnym w momencie jej powstania materiale – żeliwie. Zarówno na zewnątrz, jak i we wnętrzu została bowiem gęsto „opięta” linearnymi, ażurowymi dekoracjami.
Autorem projektu tak zakozielskiej kaplicy, jak i parku był zapewne Franciszek Jaszczołd (1808 - 1873), architekt tworzący na Podlasiu oraz na terenie guberni grodzieńskiej. Był on twórcą oryginalnych założeń siedzib ziemiańskich w otoczeniu parkowym. Kaplica zakozielską jest jego jedyną budowlą sakralną.
Kaplica w Zakozielu uznawana jest za jeden z najpiękniejszych przykładów architektury neogotyckiej na terenie Białorusi.